# Гідрогенізаційний крекінг
Гідрогенізаційний крекінг — різновид крекінга, спосіб переробки нафти і нафтопродуктів. Дозволяє одержувати значну кількість легких продуктів при використанні як сировини важких нафтових дистилятів, важких нафт, нафтових залишків — малоцінних мазутів. При цьому процесі одержують бензин, дизельне і котлове паливо. Процес протікає в одну чи в дві стадії (у випадку важкої сировини).
Двостадійний процес включає рідиннофазну гідрогенізацію (температура 420—500 °C, тиск 3—10 МПа, каталізатор — суспензія оксиду заліза), в результаті якої одержують у невеликих кількостях газ і бензин, а в основному — широку фракцію (200—350 °C), що служить сировиною для другого етапу — парофазної гідрогенізації.
Парофазна гідрогенізація (температура 380—420 °C, тиск до 10 МПа, каталізатори — сульфіди й оксиди металів, а також Pt, Pd на алюмосилікатах) дозволяє одержувати бензин, гас, газойль і газ, що включає головним чином залишковий водень, якого витрачається 1—3 %. Бензин гідрогенізації з напівгудрону грозненської нафти складається в основному з алканів (47—70 %), нафтенів (26—36 %), аренів (3—10 %) і невеликої кількості олефінів і має октанове число менше 70.

### Технологія гідрокрекінгу: як це працює?[1]
1. Каталітичний гідрокрекінг. Довгі ланцюги вуглеводнів розщеплюються на короткі і стабільні молекули під впливом високого тиску, температури і водню.
2. Очищення від домішок. Видаляються небажані домішки (сірка, азот), що підвищує чистоту масла і покращує його експлуатаційні характеристики.
3. Підвищення стабільності масла. Очищене масло демонструє покращені термостабільні властивості та стійкість до окислення.